# 插花贫困地区

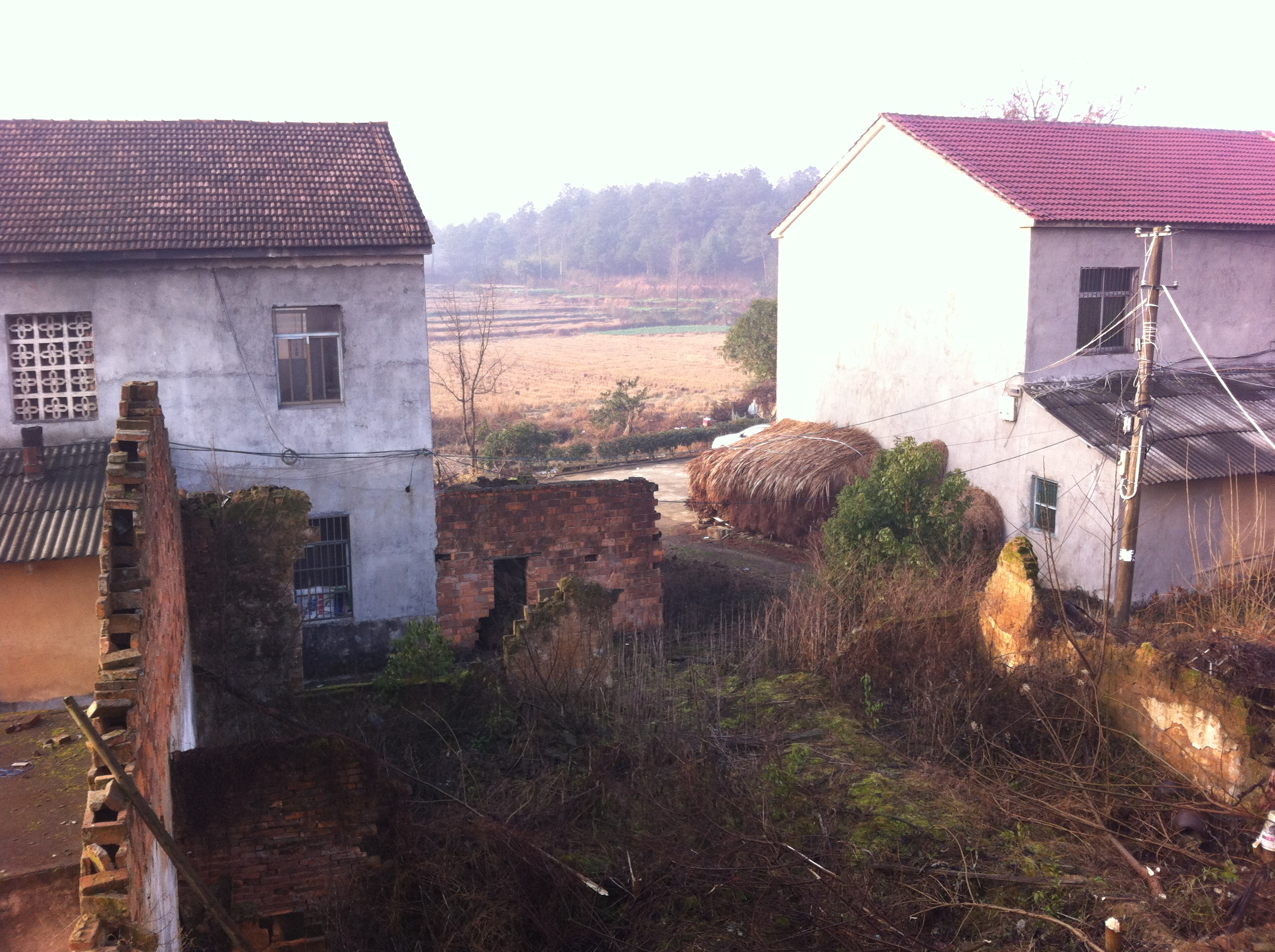
图中的湖北省黄冈市黄梅县停前镇是湖北省人民政府确定的200个省级插花贫困乡镇之一。

插花贫困地区，又称插花型贫困地区，是中华人民共和国与贫困相关的一个概念，是指不在国家级贫困县和省级贫困县，而在相对发达的县级行政区内的贫困地区。即一个县级行政区在大多数人已脱贫致富时，还有小部分零星分散的地区处于贫困状态，这部分地区即为插花贫困地区。

## 背景
中华人民共和国自1980年代开始展开扶贫工作，以当时的扶贫标准，贫困人口下降至3000万左右就无法继续下降，另一个是贫困县需扶贫人数逐渐增加。进入21世纪后，民众经济水平快速提升，2001年中华人民共和国人均GDP超过1千美元，2019年则突破1万美元。全国总体而言生活水平提升，但仍有少数地区未能脱贫。2020年3月统计全国还有52个贫困县、2707个贫困村，中央政府将贫困脱贫视为重点工作，各地政府因此重视「插花贫困地区」脱贫。

## 特点
插花贫困地区大多具有以下几个特点。首先是贫困人口多、分布分散，且致贫原因复杂，贫困种类不同（有相对贫困和绝对贫困），加大了工作难度。以湖北省荆门市为例，当地有大量的贫困人口插花分布在全市的52个乡镇、1500多个村，且既有相对贫困也有绝对贫困。其次是生产条件恶劣，很难进行自我发展。此外，插花贫困地区的基础设施大多不完善，生活条件恶劣，难以生活。这些地区又往往贫富差异悬殊，群众存在心理失衡，不利于经济社会的发展。以上几个特点，导致对插花贫困户的扶贫难度增加。
插花贫困地区的经济社会发展往往比较落后，生产模式单一，以传统农业、自然经济为主。自然环境、地理位置等原因又造成其区域封闭现象严重，信息闭塞，难以和外界沟通交流。

## 分布及帮助措施
插花贫困地区分布在中华人民共和国的四川省、湖北省、甘肃省等省份。而这些插花贫困地区因为不在国家级贫困县和省级贫困县，不能获得国家政策的优惠，也没有地方财政的支持，难以发展。发展开发性农业并解决政策不平等，是插花贫困地区发展的出路。
四川针对插花贫困地区上线了“四川科技扶贫在线”，于2018年在全省的插花贫困地区覆盖。湖北则非常重视插花贫困地区的扶贫工作。湖北省人民政府发布文件，确定了200个湖北省插花贫困乡镇，并进行重点扶持。湖北宜昌夷陵区在全国的插花贫困地区首创村级金融互助组织。2019年10月，湖北省武汉市宣布基本消除了插花贫困区域。